# Pulsellidae
Pulsellidae là một họ động vật thân mềm thuộc bộ Gadilida.
Các chi:
- Annulipulsellum Scarabino, 1986
- Pulsellum Stoliczka, 1868
- Striopulsellum Scarabino, 1995